# Savur (district)
Savur (Aramees: ܨܰܘܪܳܐ, Sawro) is een Turks district en stad in de provincie Mardin. Het bestuurlijk centrum van het district is de gelijknamige stad Savur. Het district heeft een oppervlakte van 1031,8 km² en telde 36.066 inwoners in 2007. De stad ligt in de historische Aramese regio Tur Abdin.

## Demografie
De bevolkingsontwikkeling van het district is weergegeven in onderstaande tabel.
| 1997   | 2000   | 2007   |
| ------ | ------ | ------ |
| 30.056 | 34.402 | 36.066 |

## Geschiedenis

### Ottomaanse periode
In de 19e eeuw verloor het district een aanzienlijk deel van zijn christelijke bevolking en werd het een overwegend Koerdisch gebied. In 1914 telde het kanton volgens de historici Raymond Kévorkian en Paul Paboudjian nog 1032 Armeens-katholieke inwoners en ongeveer 700 Syrisch-Orthodoxe christenen.

### Genocide van 1915
Tijdens de genocide op Armeniërs en de Aramese christenen in 1915 werd de christelijke bevolking van Savur grotendeels uitgeroeid. In juni 1915 vroegen de moslims in Savur de Ottomaanse autoriteiten in Mardin welke maatregelen ze moesten nemen tegen de christenen in hun stad. Bedreddin Bey, de Ottomaanse gouverneur, gaf hen de volledige vrijheid om hen te doden.
Vier christelijke notabelen werden gearresteerd en gemarteld. Kort daarna werden de andere mannen gevangengenomen en na drie weken uit de gevangenis gehaald, zogenaamd om naar Mardin te worden overgebracht. In werkelijkheid werden ze buiten de stad vermoord. Onder de slachtoffers was ook Youssouf, de zoon van professor Elias.
Na de moord op de mannen werden de vrouwen en kinderen samengedreven in de kazerne van Savur, terwijl hun huizen werden geplunderd en hun bezittingen in beslag werden genomen. Twee dagen lang kregen ze geen water of voedsel. Vervolgens werden ze op blote voeten op een dodenmars naar Mardin gestuurd.
Bij de ruïnes nabij Savur openden Ottomaanse soldaten het vuur op het konvooi en vielen de gevangenen aan met zwaarden. De overlevenden werden verder gedwongen te lopen via bergpaden, langs Kabala en Reshmal, richting Nusaybin. Onderweg werden kinderen door Koerden ontvoerd, terwijl de vrouwen werden mishandeld en vernederd. De tocht eindigde nabij Nusaybin, waar Koerdische plunderaars de overgebleven vrouwen systematisch uitkleedden, bewusteloos sloegen en in een put wierpen.

### Heden
Tegenwoordig is Savur een klein district in de provincie Mardin, met een overwegend Koerdische bevolking. De stad staat bekend om haar traditionele architectuur en historische huizen, die sterk lijken op die van Mardin. De regio trekt toeristen aan vanwege haar goed bewaarde  middeleeuwse erfgoed.

## Geboren
- Aziz Sancar (1946), Turks-Amerikaans scheikundige en Nobelprijswinnaar (2015)